# 浄祐寺
浄祐寺（じょうゆうじ）は、静岡県静岡市葵区沓谷（くつのや）にある日蓮宗の寺院。山号は長善山。旧本山は区内にある感応寺。脱師法縁。付近には由緒寺院の蓮永寺をはじめ妙像寺、宗長寺、蓮長寺、宗林寺等、日蓮宗の寺院も多い。

## 歴史
寛永7年（1630年）龍岳院日長（感応寺11世）により創建された。昭和15年（1940年）1月15日の静岡大火、昭和20年（1945年）6月20日の静岡大空襲で堂宇を2度焼失した。それまで現在は常磐公園となっている寺町3丁目にあったが昭和22年（1947年）の静岡市都市復興計画によって現在地に移転し再興された。

## 境内
- 本堂　2階建ての本堂は室町時代様式の木造建築として再建された。1階に大黒天が祀られている。
- 地蔵堂　日限地蔵菩薩、水子地蔵菩薩を祀る。

## 歴代
- 龍岳院日長

## 関連資料
- 柘植清『静岡名墓誌』麗沢叢書刊行会（1932年）